# Jüdischer Friedhof (Friedberg, Frankfurter Straße)
Der Jüdische Friedhof Friedberg, Frankfurter Straße ist ein Friedhof in der Stadt Friedberg im Wetteraukreis in Hessen.
Der jüdische Friedhof liegt südlich der Kernstadt von Friedberg direkt an der östlich verlaufenden B 3. Es sind 13 Grabsteine erhalten.

## Geschichte
Der „neue“ jüdische Friedhof auf der Oberwollstädter Höhe wurde im April 1934 eingeweiht. Am selben Tag fand die erste Beerdigung statt. Die 13 Gräber auf dem Friedhof stammen aus den Jahren 1935–1939.
Text der Gedenktafel am neuen Friedhof:
Jüdischer Friedhof
Dieser weit vor den Toren Friedbergs gelegene jüdische Friedhof wurde im April 1934 als Nachfolger des alten am Rande der heutigen Innenstadt gelegenen jüdischen Friedhofs eröffnet. Der 'neue' jüdische Friedhof überdauerte im Gegensatz zum 'alten' jüdischen Friedhof an der Ockstädter Straße die Zeit des Dritten Reiches.
Auf ihm befinden sich 13 Gräber aus der Zeit zwischen 1935 und 1939. Selten kommt es nach der Vertreibung und Vernichtung der Friedberger Juden in der Zeit des Dritten Reiches noch vor, dass Nachkommen der Verstorbenen, von denen keiner heute mehr in Deutschland lebt, an diesem Ort ihrer Familienangehörigen gedenken. Der 'alte' jüdische Friedhof dagegen wurde weitgehend zerstört und ist heute nur noch als Grünanlage erkennbar.